# Маруан Фелайни
Маруа̀н Фелайнѝ (на френски: Marouane Fellaini) е бивш белгийски футболист, полузащитник, от марокански произход.

## Личен живот
Роден е на 22 ноември 1987 г. в Етербек, Белгия.
Бащата на Маруан – Абделлатиф, играе на вратарския пост за мароканските футболни клубове „Раджа“ (Казабланка) и „Хасания“ (Агадир), след което подписва договор с белгийския отбор „Расинг Мехелен“. Предният му клуб обаче не изпраща в Белгия необходимите документи, и Абделлатиф не успява да заиграе в Белгия. Въпреки това, той решава да не се завръща в родината си, а си намира работа като шофьор на автобус в брюкселската STIB/MIVB. Синът му Маруан се ражда в Белгия.

## Футболна кариера
На 19-годишна възраст Маруан играе първите си мачове за националния отбор на Белгия, като първия си гол отбелязва на 24 март 2007 г. във вратата на Португалия, на брюкселския стадион „Бодуен“.
На 2 септември 2013 подписва договор с Манчестър Юнайтед, където мениджър е Дейвид Мойс (бившият мениджър на Евертън).